# Cerro Armazones
Cerro Armazones je hora v pohoří Sierra Vicuña Mackenna v chilských Andách v regionu Antofagasta. Nachází se v poušti Atacama 105 km jižně od města Antofagasta a 1000 km severně od hlavního města Santiago. Na jejím vrcholku staví Evropská jižní observatoř Extrémně velký dalekohled, největší připravovaný dalekohled světa.
Hora byla původně vysoká 3 064 m. Její vrchol byl však při přípravě plošiny pro dalekohled zarovnán na výšku 3 046 m.
Na jihozápadním úpatí hory se ve výšce 2 810 m nachází od roku 1995 menší astronomická observatoř Cerro Armazones, kterou společně provozují německá Ruhr-Universität Bochum a chilská Universidad Católica del Norte.

## Další fotografie

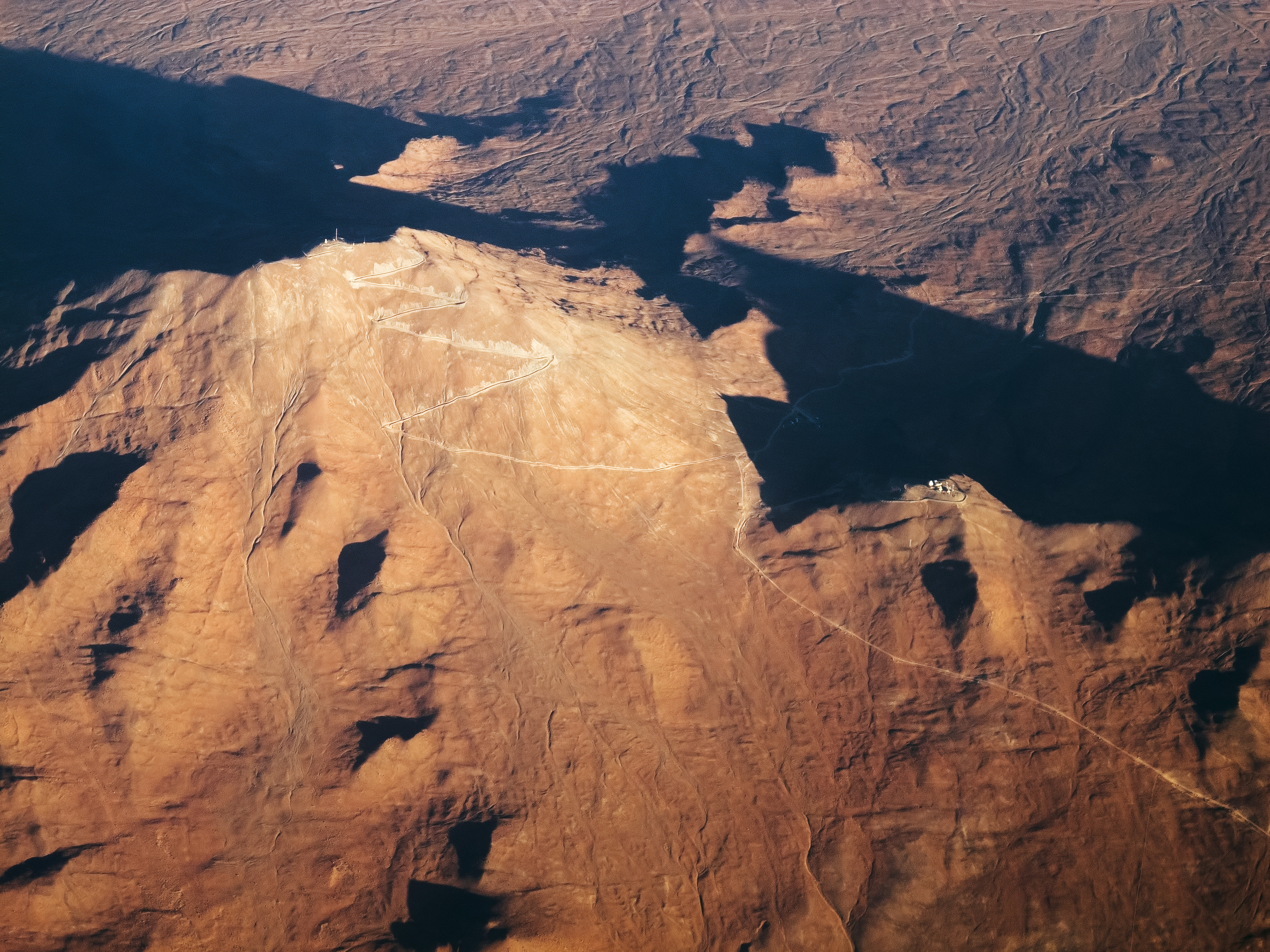
Letecký pohled (rok 2013)
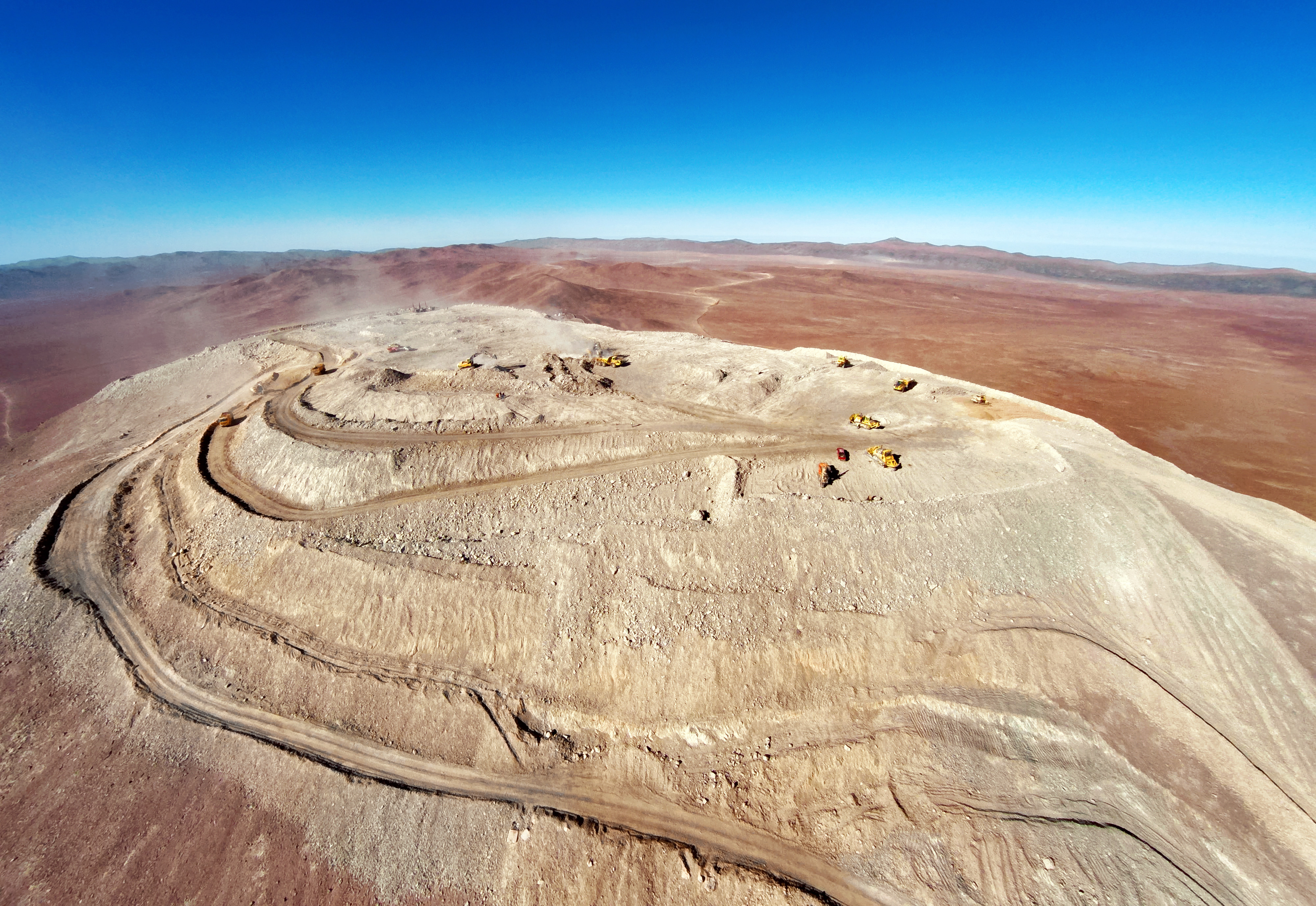
Vytváření plošiny pro Extrémně velký dalekohled (rok 2015)
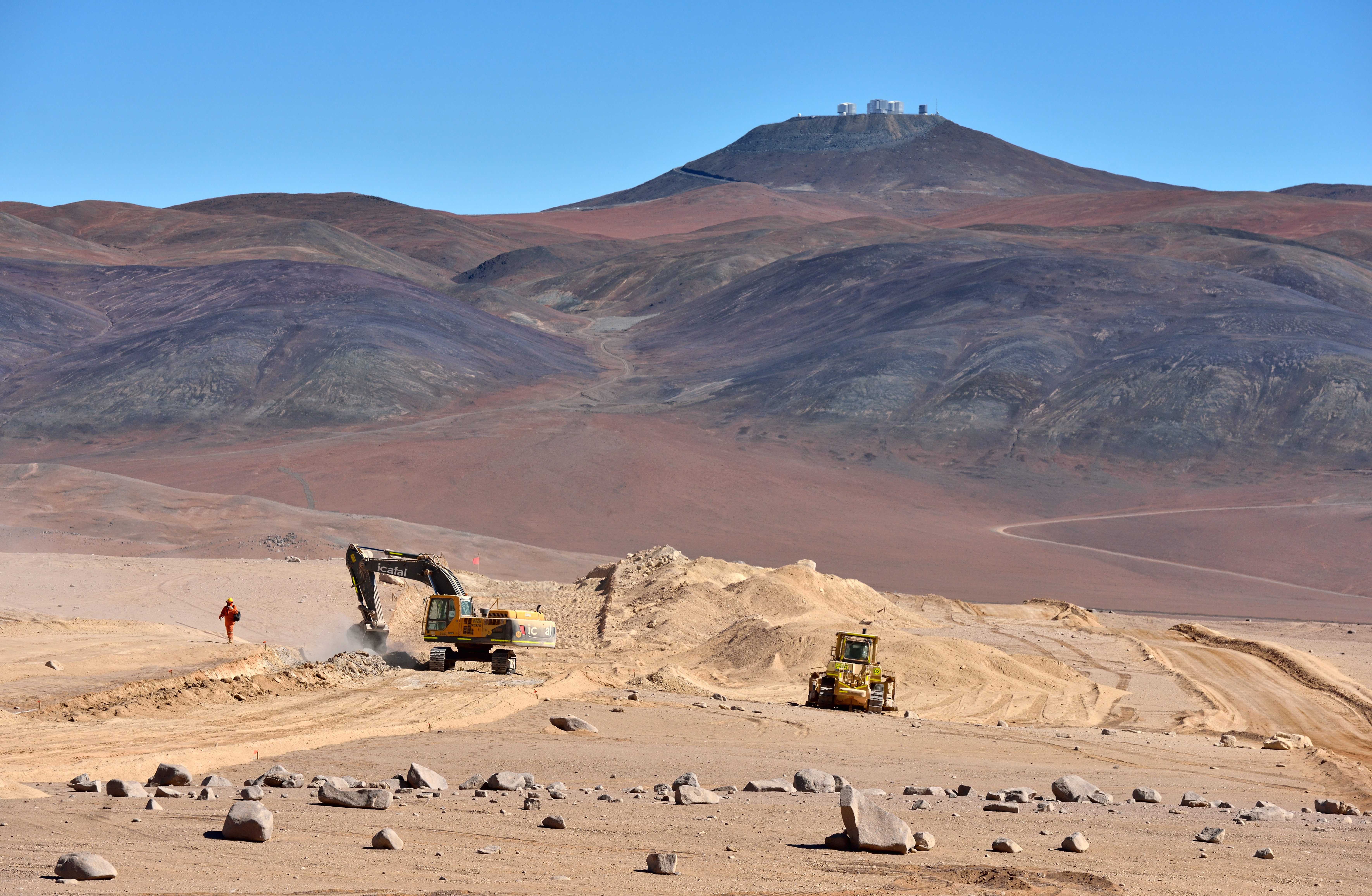
Výstavba silnice k dalekohledu, v pozadí observatoř Paranal
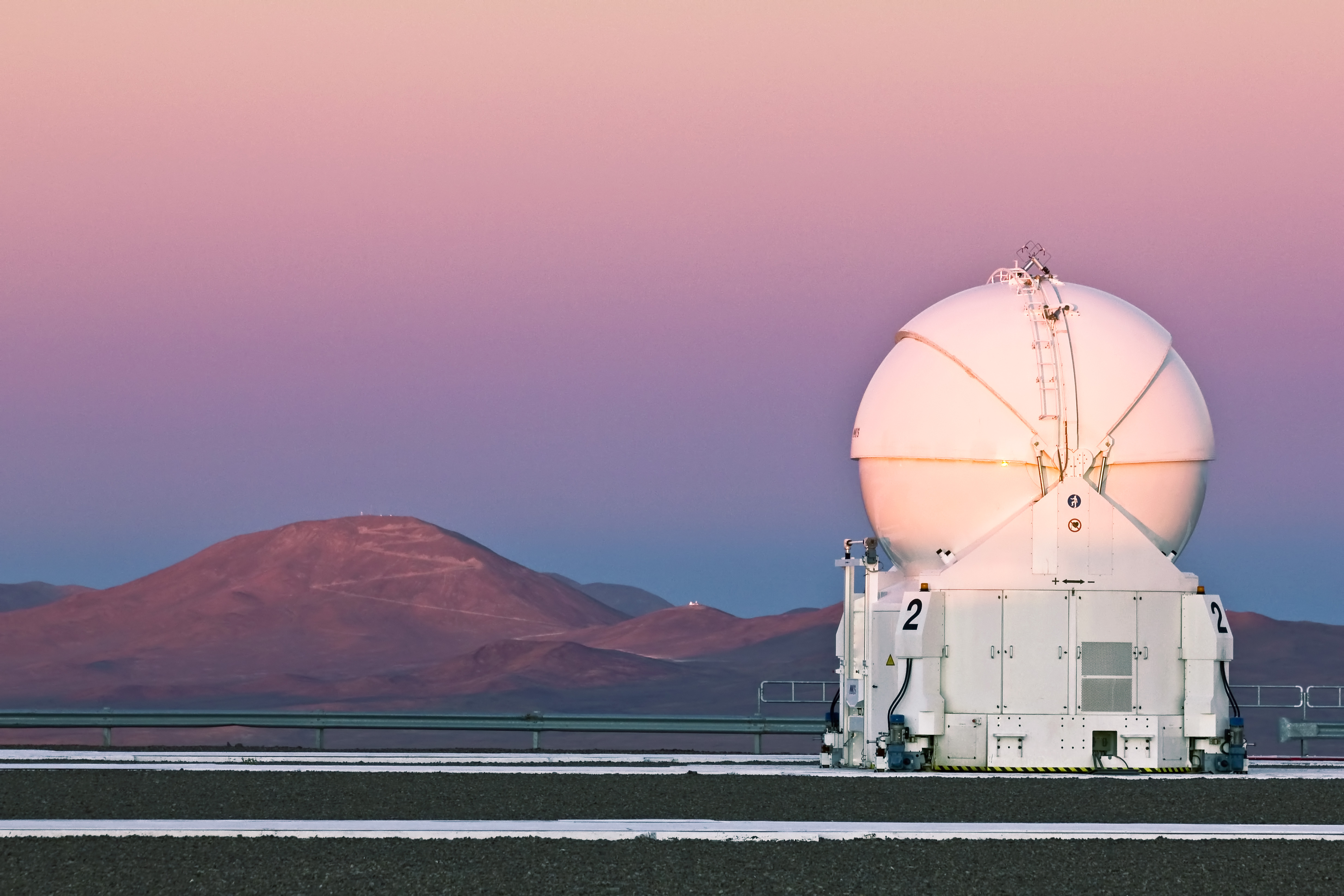
Cerro Armazones z 22 km vzdálené Observatoře Paranal